# Явне призначення (доктрина)

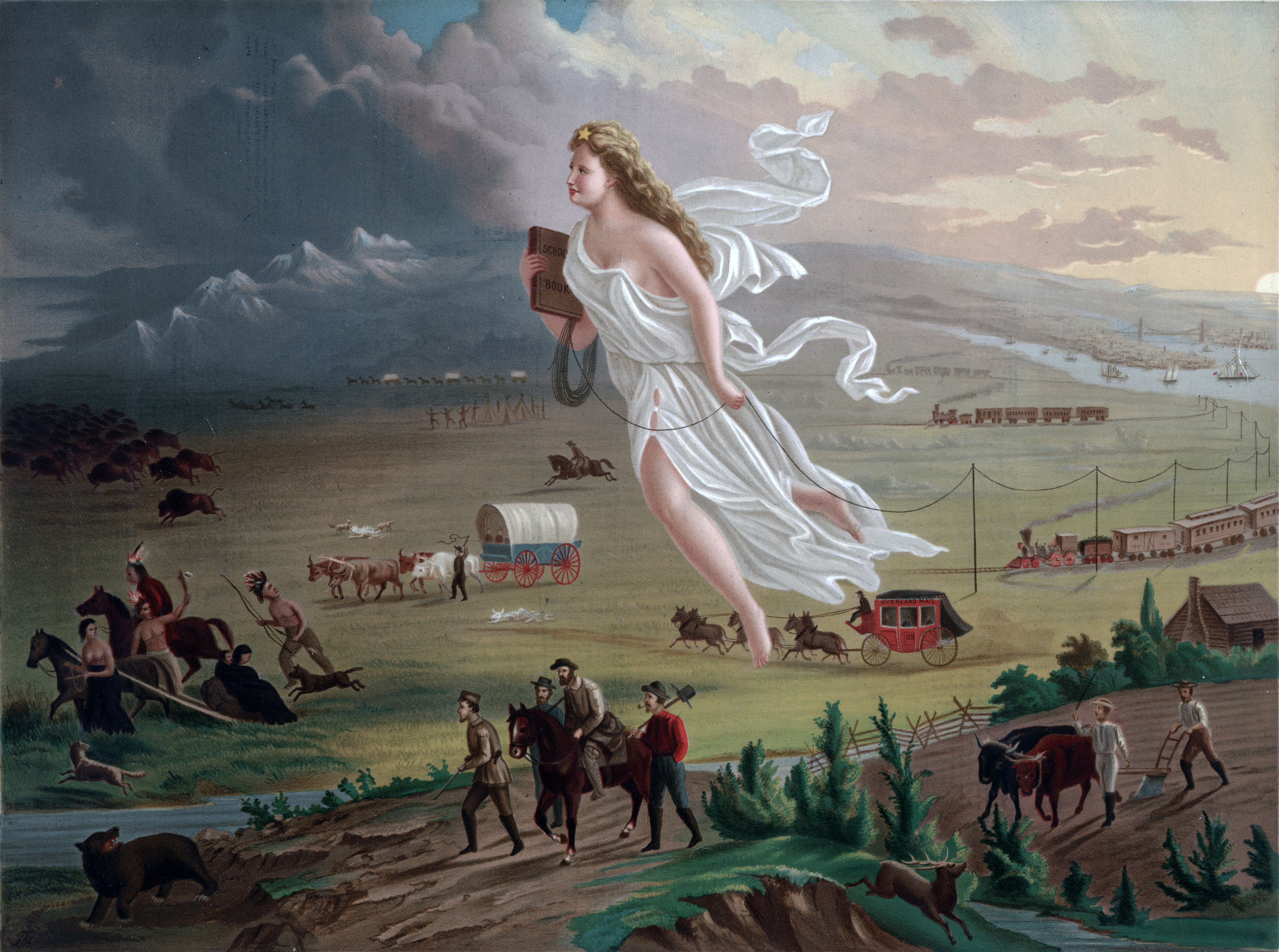
Картина (біля 1872) Джона Гаста, названа «Американський прогрес» — алегоричне відображення «Явного призначення». Тут Колумбія, персоніфікація США, веде цивілізацію на захід разом з американськими переселенцями, дорогою протягаючи телеграфну лінію. Вона тримає в руках підручник. Різні види економічної діяльності піонерів зображені на картині, особливо зміна форм транспорту. Індіанці та дикі тварини зображені втікаючими від переселенців.

«Я́вне призна́чення» (англ. Manifest Destiny), також відома як «Божественне призначення», або «Визначення долі». Доктрина, яка виражала віру, що Сполучені Штати Америки мали призначення розширятися від Атлантичного узбережжя до Тихоокеанського, та відстоювала або виправдовувала інші територіальні загарбання. Поборники «Явного призначення» вважали, що розширення є не тільки добрим, але й були переконані, що воно призначене згори. Ця фраза була політичним гаслом, що використовувалося демократами протягом 1845—1855 років та відкидалося вігами (лібералами) й республіканцями цього періоду. «Явне призначення» було виправданням експансії на захід, або, за деякими інтерпретаціями, ідеологією, яка допомогла просунути цей процес.